# Vic Lewis
Vic Lewis (29 juli 1919 - 9 februari 2009) was een Engels jazzgitarist en bandleider.

## Biografie
Lewis begon al op jonge leeftijd muziek te spelen. Van een van zijn eerste bands maakte George Shearing deel uit. Lewis maakte in 1938 een tournee doorheen de Verenigde Staten, en maakte er plaatopnames met een band, waarvan Bobby Hackett, Eddie Condon en Pee Wee Russell lid waren. Hij deed dienst in de Royal Air Force in 1941-44 en maakte in die periode opnames met Buddy Featherstonhaugh. In 1944-1945 werkte hij met Stéphane Grappelli en vervolgens met Ted Heath.
Lewis vormde zijn eerste Bigband in 1946 om swing jazz te spelen, maar ging nadien meer de richting op van de sound van Stan Kenton. Lewis gebruikte een aantal Kentonarrangementen van Pete Rugolo, Gerry Mulligan en Bill Holman. Lewis' pianist, Ken Thorne, maakte eveneens een aantal arrangementen. Lewis maakte in de periode 1956 tot 1959 met zijn band een aantal tournees door de Verenigde Staten en nam verschillende platen op bij Parlophone, Esquire Records, Decca en Philips.
Na 1959 deed Lewis het rustiger aan, maar hij bleef schrijven over jazz en werd manager van verschillende figuren uit de amusementswereld, zoals de fotograaf Robert Whitaker en de zangeres Cilla Black.
Als verwoed cricketspeler, stichtte hij zijn eigen cricketclub en vertegenwoordigde hij de Verenigde Staten in de International Cricket Council.